# Emir Hadžihafizbegović
Emir Hadžihafizbegović (ur. 20 sierpnia 1961 w Tuzli) – bośniacki aktor filmowy, teatralny i telewizyjny. W swojej karierze wystąpił w około 90 filmach i serialach telewizyjnych.

## Życiorys
W latach 1982–1986 studiował aktorstwo na Akademii Sztuk Scenicznych w Sarajewie. Zadebiutował na dużym ekranie rolą w Ojcu w podróży służbowej (1985) Emira Kusturicy. Do wybuchu wojny w Bośni i rozpadu Jugosławii występował na scenie teatru w swojej rodzinnej Tuzli. W czasie wojny walczył po stronie armii bośniackiej.
Po wojnie zatrudnił się w teatrze w Sarajewie. Do kina bałkańskiego powrócił w 2003 rolą w filmie Zapalnik (2003). W 2013 otrzymał obywatelstwo chorwackie. Zdobył nagrodę aktorską w sekcji "Horyzonty" na 71. MFF w Wenecji za kreację zatroskanego męża i ojca rodziny w chorwackim dramacie Takie są zasady (2014) Ognjena Sviličicia.

## Wybrana filmografia
- 1985: Ojciec w podróży służbowej
- 2003: Zapalnik
- 2003: Lato w Złotej Dolinie
- 2004: Dni i godziny
- 2005: Zwłoki w dobrym stanie
- 2006: Grbavica
- 2006: Posterunek graniczny
- 2007: Trudno jest być miłym
- 2007: Armin
- 2008: Śnieg
- 2009: Osioł
- 2009: Czarni
- 2012: Śmierć człowieka na Bałkanach
- 2012: Pieniądze i medycyna
- 2013: Kręgi
- 2014: Takie są zasady
- 2014: Dzieci z ulicy Marksa i Engelsa
- 2017: Mężczyźni nie płaczą
- 2020: Aida
- 2022: Święto pracy